# Octav Mayer
Octav Mayer (n. 22 septembrie/4 octombrie 1895, Mizil, România – d. 9 septembrie 1966, Iași, România) a fost un matematician român, membru titular al Academiei Române, profesor la Seminarul Matematic de la Iași.
A fost membru corespondent al Academiei de Științe din România începând cu 21 decembrie 1935 și membru titular începând cu 4 iunie 1937.

## Distincții
- Medalia „A cincea aniversare a Republicii Populare Române” (24 decembrie 1952) „pentru lupta și munca duse în vederea făuririi, consolidării și prosperării Republicii Populare Române”[3]
- Ordinul Muncii clasa a II-a (14 septembrie 1953)[4]
- titlul de Om de Știință Emerit al Republicii Populare Romîne (31 decembrie 1962) „pentru activitate îndelungată, contribuție în dezvoltarea științei și merite deosebite în dezvoltarea învățământului superior”[5]